# 川滇蔷薇
川滇蔷薇（学名：Rosa soulieana），为蔷薇科下的一个变种。